# Chrysosoma minusculum
Chrysosoma minusculum är en tvåvingeart som beskrevs av Becker 1923. Chrysosoma minusculum ingår i släktet Chrysosoma och familjen styltflugor. Inga underarter finns listade i Catalogue of Life.